# Shorty Rogers Plays Richard Rodgers
| Recensione | Giudizio |
| ---------- | -------- |
| AllMusic   |          |

Shorty Rogers Plays Richard Rodgers è un album a nome Shorty Rogers and His Giants, pubblicato dalla casa discografica RCA Victor Records nel luglio del 1957 .

## Tracce

### LP
Lato A
Musiche di Richard Rodgers.
1. I've Got Five Dollars – 3:42 – Registrato il 1º febbraio 1957 a Hollywood, California
2. Ten Cents a Dance – 5:16 – Registrato il 3 aprile 1957 a Hollywood, California
3. Mountain Greenery – 6:12 – Registrato il 30 gennaio 1957 a Hollywood, California
4. A Ship without a Sail – 3:25 – Registrato il 4 febbraio 1957 a Hollywood, California
5. Mimi – 3:07 – Registrato il 3 aprile 1957 a Hollywood, California

Lato B
Musiche di Richard Rodgers.
1. It's Got to Be Love – 3:54 – Registrato il 3 aprile 1957 a Hollywood, California
2. I Could Write a Book – 4:14 – Registrato il 1º febbraio 1957 a Hollywood, California
3. The Girl Friend – 3:47 – Registrato il 4 febbraio 1957 a Hollywood, California
4. On a Desert Island with Thee – 5:19 – Registrato il 30 gennaio 1957 a Hollywood, California
5. Thou Swell – 3:21 – Registrato il 4 febbraio 1957 a Hollywood, California

- Durata brani ricavati dal CD pubblicato nel 1996 dalla BMG Entertainment Spain (74321433882)

## Musicisti
I've Got Five Dollars / I Could Write a Book
- Shorty Rogers – tromba, arrangiamenti
- Conte Candoli – tromba
- Pete Candoli – tromba
- Harry Edison – tromba
- Maynard Ferguson – tromba
- Al Porcino – tromba
- Milt Bernhart – trombone
- Bob Burgess – trombone
- Frank Rosolino – trombone
- George Roberts – trombone basso
- Sam Rice – tuba
- Herb Geller – sassofono alto
- Bill Holman – sassofono tenore
- Jack Montrose – sassofono tenore
- Bill Perkins – sassofono tenore
- Pepper Adams – sassofono baritono
- Pete Jolly – pianoforte
- Red Mitchell – contrabbasso
- Stan Levey – batteria

Ten Cents a Dance / Mimi / It's Got to Be Love
- Shorty Rogers – tromba, arrangiamenti
- Conte Candoli – tromba
- Herb Geller – sassofono alto
- Bill Holman – sassofono tenore
- Jimmy Giuffre – clarinetto, sassofono baritono
- Pete Jolly – pianoforte
- Red Mitchell – contrabbasso
- Stan Levey – batteria

Mountain Greenery / On a Desert Island with Thee
- Shorty Rogers – tromba, arrangiamenti
- Conte Candoli – tromba
- Pete Candoli – tromba
- Harry Edison – tromba
- Maynard Ferguson – tromba
- Al Porcino – tromba
- Milt Bernhart – trombone
- Bob Burgess – trombone
- Frank Rosolino – trombone
- John Halliburton – trombone basso
- Sam Rice – tuba
- Herb Geller – sassofono alto
- Bill Holman – sassofono tenore
- Jack Montrose – sassofono tenore
- Bill Perkins – sassofono tenore
- Pepper Adams – sassofono baritono
- Pete Jolly – pianoforte
- Red Mitchell – contrabbasso
- Stan Levey – batteria

A Ship without a Sail / The Girl Friend / Thou Swell
- Shorty Rogers – tromba, arrangiamenti
- Conte Candoli – tromba
- Herb Geller – sassofono alto
- Bill Holman – sasofono tenore
- Pepper Adams – sassofono baritono
- Pete Jolly – pianoforte
- Red Mitchell – contrabbasso
- Stan Levey – batteria[4]